# Alter Eutiner Friedhof
Der Friedhof Plöner Straße, auch Alter Eutiner Friedhof genannt, ist der ältere von zwei gemeinsam verwalteten Friedhöfen in der Schleswig-Holsteinischen Stadt Eutin.
Der in den Jahren 1783 bis 1786 von Daniel Rastedt angelegte Bestattungsort an der Plöner Straße zwischen den Hausnummern 59 und 61 wird durch einen in Norddeutschland typischen Kranz aus Linden geprägt, der in der Sepulkralkultur als „Lindenkranz“ bezeichnet wird. Dieser Kranz aus ursprünglich 80 angepflanzten Bäumen, von denen einige mehr als 200 Jahre alt geworden sind, ist als Naturdenkmal ausgewiesen.
Die Friedhofskapelle mit dem offenen Glockenturm wurde erst in den 1950er Jahren errichtet und fasst bis zu rund 100 Personen insbesondere bei Trauerfeiern.
Die Gartenlandschaft des alten Friedhofsgeländes wechselt von gewachsenen Strukturen und traditionellen Gräberformen bis hin zu modernen Grabfeldern der jüngeren Zeit.

## Bedeutende Grabstätten
- Ein südwestlich von der Kapelle gekennzeichnetes Areal ist als „Soldatenfriedhof“ ausgewiesen.[3]
- Der mit Goethe befreundete Wilhelm Tischbein fand hier seine letzte Ruhestätte.[4]
- Der von 1891 bis 1928 amtierende Eutiner Bürgermeister Albert Mahlstedt (1861–1943) wurde hier beigesetzt.[5]